# جاش رایان ایوانز
جاش رایان اوانس (انگلیسی: Josh Ryan Evans؛ ۱۰ ژانویهٔ ۱۹۸۲ – ۵ اوت ۲۰۰۲) یک هنرپیشه اهل ایالات متحده آمریکا بود.
بر اثر عوارض مرتبط با یک بیماری قلبی مادرزادی درگذشت

## فیلم‌شناسی
از فیلم‌ها یا برنامه‌های تلویزیونی که وی در آن نقش داشته است می‌توان به چگونه گرینچ کریسمس را دزدید اشاره کرد.